# Whodini
Whodini (Худини) — американская рэп-группа из Бруклина, Нью-Йорк, которая была образована в 1981 году. Трио состоит из вокалиста и главного лирика Джалила Хатчинса; совокалиста Джона «Экстази» Флетчера, который носил шляпу в стиле Зорро в качестве своей визитной карточки; и диджея виниловых пластинок Дрю «Грандмастер Ди» Картера.
Выйдя из плодородной нью-йоркской рэп-сцены начала 80-х, Whodini была одной из первых рэп-групп, добавивших в свою музыку изюминку R&B, заложив тем самым основу для нового жанра — нью-джек-свинг. Группа сделала себе имя благодаря добродушным песням, таким как «Magic’s Wand» (первая рэп-песня, сопровождающаяся видеоклипом), «The Haunted House of Rock» (перезапись песни «Monster Mash» 1962 года), «Friends», «Five Minutes Of Funk» и «Freaks Come Out at Night». Живые выступления группы стали первыми рэп-концертами с участием танцоров брейк-данса из группы UTFO. Расселл Симмонс был менеджером группы в 80-х годах.
Группа выпустила шесть студийных альбомов. 14 синглов группы входили в чарты американского журнала Billboard. 3 альбома группы были сертифицированы RIAA как «золотые», а один из них стал «платиновым» за счёт их громкого хита «Friends», попавшего в чарт Billboard Hot 100.

## Карьера

### Ранние годы
Whodini была одной из первых хип-хоп-групп, которая создала громкую национальную аудиторию для хип-хоп-музыки и добилась значительных успехов на радиостанцих, вещающих в формате современный урбан. Они были современниками других хип-хоп-групп, таких как The Fat Boys, Grandmaster Flash & the Furious Five, Afrika Bambaataa и Warp 9. Группа подписала контракт с лондонским независимым лейблом Jive Records в 1982 году; в течение нескольких лет они наслаждались успехом своих хитов, попавших в ротации в основном на урбан и R&B радиостанции. Основная часть их релизов была спродюсирована Ларри Смитом, бас-гитаристом, который также приложил свою руку ко многим ранним работам Run-D.M.C.
В 1982 году Whodini сделала рэп-историю со своим дебютным синглом «Magic’s Wand», одой рэп-радио пионеру Мистеру Мэджику (англ. Mr. Magic), которая стала первой рэп-песней, получившей музыкальное видео. Синти-поп и электро пионер Томас Долби помог спродюсировать им этот сингл. «Magic’s Wand» также является одной из самых семплированных песен группы Whodini.
8 июля 1983 года группа выпустила на виниле и аудиокассетах одноимённый альбом, Whodini. На компакт-дисках альбом вышел в США лишь в 2010 году. Второй сингл, «Haunted House of Rock», был выпущен как раз к Хэллоуину 1983 года. Whodini объединила глупое веселье The Fat Boys с виртуозностью Run-D.M.C., чтобы создать то, что является рэп-эквивалентом фильмам ужасов. Тяжёлая по звуковым эффектам, песня полна ссылок на различных известных монстров и бугименов — Дракулу, Кровавую Мэри и Человека-невидимку.

### Escape
В 1984 году группа выпустила второй альбом Escape. Весь альбом был полностью спродюсирован Ларри Смитом. От спокойного грува озаглавленного «Five Minutes of Funk» до «Friends» — циничной истории предательства, семплированной повсюду от Nas'а в песне «If I Ruled the World (Imagine That)» до «Troublesome ’96» Тупака Шакура, с более жёсткими синглами «Freaks Come Out at Night» и «Big Mouth», альбом Escape сочетает в себе ультрасовременную студийную технику, лёгкий мелодизм, а уличный Бруклинский стиль перешёл в ранний оттенок рэп вечеринок.
Многие из этих песен были также новаторскими в хип-хоп-культуре, поскольку каждая из песен рассказывала уникальную историю с урбанистической точки зрения. В итоге альбом был сертифицирован RIAA как «платиновый» по уровню продаж, поскольку было продано более миллиона копий альбомов после его выпуска.
Инструментальная версия песни «Five Minutes of Funk» использовалась в качестве музыкальной темы для Video Music Box, влиятельного хип-хоп-шоу телеканала WNYC, состоящего из музыкальных видеоклипов.
Альбом на виниле давно вышел из печати, а компакт-диск (выпущенный только дважды, один раз в 1992 году и снова в 2002 году) также вышел из печати, и любые копии любого из них представляют ценность для коллекционеров.
17 мая 2011 года на CD была выпущена делюкс версия альбома Escape с девятью бонус-треками.

### Back in Black
В 1986 году группа выпустила третий альбом Back in Black. Весь альбом был полностью спродюсирован Ларри Смитом. Ряд песен с альбома получил обильную ротацию на местных нью-йоркских радиостанциях, такие как «Funky Beat» и скандальная «I’m a Ho». «Fugitive» была создана на основе гитары, а «Last Night (I Had a Long Talk With…)» была интроспективной. Пол Кодиш, барабанщик группы Pendulum, принял участие на альбоме.

### Гастроли
С 1982 по 1986 год группа была наиболее продуктивной; они гастролировали с более успешными группами, такими как Run-D.M.C., LL Cool J, The Fat Boys и другими известными хип-хоп-, R&B- и фанк-группами. Группа участвовала в первом туре Fresh Fest, который был первым хип-хоп-туром, прошедшим по всей стране. В июле 1986 года они появились на стадионе Spectrum в Филадельфии перед аудиторией в 18 тысяч человек. Они были первой рэп-группой в туре по Великобритании и Европе, с группой UTFO, которая выступала с ними в качестве брейк-дансовой подтанцовки. Они выступали по всей Европе на полных площадках, так как никто не видел такой вид музыки раньше.

### Open Sesameи Новая школа
К 1987 году группа заработала свою долю золотых синглов и альбомов. С четвёртым альбомом, Open Sesame, последним выпущенным альбомом в 1980-х, группа отвернулась от своих некогда игривых простых битов и броских рифм олдскула и вместо этого стала вокально более жёсткой и более насыщенная инструментами, с гитарами и горнами и колоколами. Они даже начали использовать семплы в песнях, например, в песне «Now That Whodini’s Inside the Joint» можно услышать фрагмент песни Черил Линн «Got to be Real». Ларри Смит спродюсировал весь альбом за исключением двух треков, «Be Yourself» и «I’m Def (Jump Back And Kiss Myself)», спродюсированных Sinester.
Этот ньюскул стиль был сделан аналогичным образом почти год назад на мульти-платиновых дебютных альбомах LL Cool J и Beastie Boys, так как многие группы уже обратились к этому виду рэпа и рок-музыке, которые легко пересекались, и альбом Open Sesame не принёс ни одного реального хита.
Несмотря на то, что группа всё ещё была обязана Jive Records, в течение следующих нескольких лет группа получала право на пребывание, периодически выпуская только синглы, в том числе «Anyway I Gotta Swing It» для саундтрека к фильму Кошмар на улице Вязов 5: Дитя сна.

### 1990-е годы до настоящего времени
В 1990-х годах группа предприняла попытку возвращения, и в том же году группа подписала контракт с MCA Records и выпустила пятый альбом Bag-A-Trix в 1991 году, который не получил коммерческого успеха, поскольку они снова попытались изобрести что-то новое, используя тогдашнее звучание нью-джек-свинг. Ларри Смит спродюсировал 6 треков на альбоме, два из которых в соавторстве с группой Major Jam Productions, которая отдельно спродюсировала другие 4 трека, и ещё на 4-х песнях музыку сделал Фреш Гордон.
В середине 1994 года группа выпустила хит-сингл «It All Comes Down to the Money», который был сопродюсирован диджеем группы Public Enemy, Terminator X, и выпущен на его альбоме Super Bad.
Переговоры с Def Jam Recordings о новой сделке зашли в тупик, и в 1996 году группа была подписана Джермейном Дюпри (наставник-продюсер группы Kris Kross и рэпера Lil’ Bow Wow) на его тогдашний лейбл So So Def Recordings, дистрибуцией которого занимался лейбл Columbia Records. Будучи ребёнком в 1980-х годах, Джермейн Дюпри работал в качестве танцора для группы.
Их шестой альбом, Six, породил один сингл, «Keep Running Back», который ненадолго появился в чарте R&B. Альбом был полностью спродюсирован Джермейном Дюпри, за исключением трёх треков, в создании которых приняли участие Дэйв Аткинсон и Энди «Red Spyda» Телусма.
Со времени выхода альбома Six группа не выпускала никакой новой музыки, но её старые песни были включены во многие олд-скул сборники, и были выпущены три сборника лучших хитов: The Jive Collection, Vol. 1 в 1995 году, Rap Attack в 2003 году и Funky Beat: The Best of Whodini в 2006 году, в котором находился семиминутный «Whodini Mega Mix», который был смесью из некоторых самых больших хитов группы.
В последние годы группа Whodini всё ещё время от времени гастролирует, и её старые записи до сих пор появляются на поп и R&B радио, особенно во время старых олд-скул миксовых шоу. Записи группы теперь стали источником семплов для современных артистов, таких как Nas, Master P, Prodigy и MF Doom.
В октябре 2007 года группа Whodini была удостоена чести на 4-й церемонии Hip Hop Honors американского музыкального телеканала VH1.
В марте 2012 года Whodini приняла участие в 5-м сезоне 3-го эпизода музыкального документального сериала Unsung кабельного телеканала TV One.
В августе 2012 года Whodini была награждена Icon Award на церемонии The Underground Music Awards.
В октябре 2012 года Whodini была включена в 4-й ежегодный Зал славы в Лонг-Айленде.
16 августа 2018 года группа была награждена Hip-Hop Icon Award на 3-й церемонии Black Music Honors, состоявшейся в Tennessee Performing Arts Center в Нашвилле, Теннесси.
23 декабря 2020 года один из участников группы, Джон «Экстази» Флетчер, скончался в возрасте 56 лет.

## Дискография

### Альбомы
| Название      | Детали альбома                                                                                            | Высшие позиции в чартах | Высшие позиции в чартах            | Сертификация |
| Название      | Детали альбома                                                                                            | Billboard 200           | Top R&B/Hip-Hop Albums (Billboard) | RIAA         |
| ------------- | --- | ----------------------- | ---------------------------------- | ------------ |
| Whodini       | - Выпущен: 8 июля 1983 года - Лейбл: Jive Records - Формат: cassette, LP, CD, digital download            |                         |                                    |              |
| Escape        | - Выпущен: 6 ноября 1984 года - Лейбл: Jive Records - Формат: cassette, LP, CD, digital download          | 35                      | 5                                  | Платиновый   |
| Back in Black | - Выпущен: 29 апреля 1986 года - Лейбл: Jive Records - Формат: cassette, LP, CD, digital download         | 35                      | 4                                  | Золотой      |
| Open Sesame   | - Выпущен: 27 августа 1987 года - Лейбл: Jive Records - Формат: cassette, LP, CD, digital download        | 30                      | 8                                  | Золотой      |
| Bag-a-Trix    | - Выпущен: 19 марта 1991 года - Лейбл: MCA Records - Формат: cassette, LP, CD, digital download           |                         | 48                                 |              |
| Six           | - Выпущен: 17 сентября 1996 года - Лейбл: So So Def/Columbia - Формат: cassette, LP, CD, digital download |                         | 55                                 |              |

### Синглы
| Год  | Сингл                                | Высшие позиции в чартах | Высшие позиции в чартах | Высшие позиции в чартах | Высшие позиции в чартах | Высшие позиции в чартах     | Альбом        |
| Год  | Сингл                                | Billboard Hot 100       | Hot R&B/Hip-Hop Songs   | Hot Dance Club Songs    | Hot Rap Songs           | R&B/Hip-Hop Streaming Songs | Альбом        |
| ---- | ------------------------------------ | ----------------------- | ----------------------- | ----------------------- | ----------------------- | --------------------------- | ------------- |
| 1983 | «Magic Wand»                         | —                       | 45                      | 11                      | —                       | —                           | Whodini       |
| 1983 | «The Haunted House Of Rock»          | —                       | 55                      | 27                      | —                       | —                           | Whodini       |
| 1984 | «Friends/Five Minutes Of Funk»       | 87                      | 4                       | 25                      | —                       | —                           | Escape        |
| 1985 | «Freaks Come Out At Night»           | —                       | 43                      | 25                      | —                       | —                           | Escape        |
| 1985 | «Big Mouth»                          | —                       | 64                      | 30                      | —                       | —                           | Escape        |
| 1985 | «Escape (I Need A Break)»            | —                       | —                       | 31                      | —                       | —                           | Escape        |
| 1986 | «Funky Beat»                         | —                       | 19                      | —                       | —                       | —                           | Back in Black |
| 1986 | «Funky Beat (Remix)/Whodini Megamix» | —                       | —                       | 30                      | —                       | —                           | Back in Black |
| 1986 | «One Love»                           | —                       | 10                      | 34                      | —                       | —                           | Back in Black |
| 1986 | «Growing Up»                         | —                       | 58                      | —                       | —                       | —                           | Back in Black |
| 1987 | «Be Yourself»                        | —                       | 20                      | —                       | —                       | —                           | Open Sesame   |
| 1991 | «Freaks»                             | —                       | 73                      | —                       | —                       | —                           | Bag-a-Trix    |
| 1991 | «Judy»                               | —                       | 65                      | —                       | —                       | —                           | Bag-a-Trix    |
| 1996 | «Keep Running Back»                  | —                       | 69                      | —                       | 27                      | 70                          | Six           |

| Саундтреки | Саундтреки                                                           | Саундтреки                                 | Саундтреки            |
| Год        | Название                                                             | Песня                                      | Дата премьеры         |
| ---------- | -------------------------------------------------------------------- | ------------------------------------------ | --------------------- |
| 1985       | Жемчужина Нила                                                       | «Freaks Come Out at Night»                 | 11 декабря 1985 года  |
| 1986       | Конфеты или смерть                                                   | «The Haunted House Of Rock»                | 24 октября 1986 года  |
| 1997       | В погоне за Эми                                                      | «Be Yourself»                              | 18 апреля 1997 года   |
| 1999       | The Wood                                                             | «Freaks Come Out at Night»                 | 16 июля 1999 года     |
| 2000       | Juggalo Championshxt Wrestling Volume 1                              | «Devil Without a Cause»                    | 9 мая 2000 года       |
| 2001       | Блеск                                                                | «Freaks Come Out at Night»                 | 21 сентября 2001 года |
| 2002       | Grand Theft Auto: Vice City (видеоигра)                              | «Magic’s Wand», «Freaks Come Out At Night» | 29 октября 2002 года  |
| 2005       | Оборотни                                                             | «Freaks Come Out at Night»                 | 3 марта 2005 года     |
| 2005       | Все ненавидят Криса (телесериал), эпизод «Everybody Hates Halloween» | «Freaks Come Out at Night»                 | 27 октября 2005 года  |
| 2005       | Все ненавидят Криса (телесериал), эпизод «Everybody Hates Greg»      | «Friends»                                  | 24 ноября 2005 года   |
| 2006       | El cantante                                                          | «Five Minutes of Funk»                     | 12 сентября 2006 года |
| 2006       | Все ненавидят Криса (телесериал), эпизод «Everybody Hates Rejection» | «Five Minutes of Funk»                     | 1 октября 2006 года   |
| 2006       | Grand Theft Auto: Vice City Stories (видеоигра)                      | «Freaks Come Out at Night»                 | 31 октября 2006 года  |
| 2006       | Кровавый алмаз                                                       | «From tha Streetz»                         | 8 декабря 2006 года   |
| 2007       | Illegal Tender                                                       | «Friends»                                  | 24 августа 2007 года  |
| 2014       | Ping Pong Summer (Моё лето пинг-понга)                               | «Friends»                                  | 6 июня 2014 года      |
| 2014       | Красные дубы (телесериал), эпизод «Pilot»                            | «Freaks Come Out At Night»                 | 28 августа 2014 года  |
| 2015       | Black-ish (телесериал), эпизод «Jacked o' Lantern»                   | «Freaks Come Out At Night»                 | 28 октября 2015 года  |

## Фильмография

### Документальные фильмы
- 1990 — Rapmania: The Roots of Rap (TV Movie documentary)
- 2004 — And You Don’t Stop: 30 Years of Hip-Hop (4 октября 2004 года)
- 2012 — Unsung: The Story of Whodini (телеканал TV One) (12 марта 2012 года)

| Телевидение | Телевидение                                                                                             | Телевидение          | Телевидение |
| Год         | Название                                                                                                | Дата выхода в эфир   |             |
| ----------- | --- | -------------------- | ----------- |
| 1987        | It’s Showtime at the Apollo (телешоу) («One Love»)                                                      | 10 октября 1987 года |             |
| 1987        | Video Soul (телешоу) («Be Yourself»)                                                                    | 1987 год             |             |
| 1987        | Invisible Thread (телефильм)                                                                            | 1987 год             |             |
| 1988        | The 2nd Annual Soul Train Music Awards (телешоу)                                                        | 30 марта 1988 года   |             |
| 1987        | Soul Train (телесериал) — эпизод «Freddie Jackson/Lace/Whodini» («Be Yourself», «Life Is Like A Dance») | 14 ноября 1987 года  |             |
| 1994        | In the Mix (телесериал) — эпизод «Hip Hop: Then & Now»                                                  | 24 апреля 1994 года  |             |
| 2007        | 4th Annual VH1 Hip-Hop Honors (телешоу)                                                                 | 8 октября 2007 года  |             |
| 2018        | 3rd Annual Black Music Honors (телешоу)                                                                 | 8 сентября 2018 года |             |

| 1986 | Back In Black («Funky Beat», «Big Mouth», «Freaks Come Out At Night», «Escape (I Need A Break)») (RCA / Columbia Pictures Home Video)                                                                               |
| 1990 | Greatest Rap Video Hits («Magic’s Wand», «Rap Machine», «Freaks Come Out At Night», «Escape (I Need A Break)», «One Love», «Big Mouth», «Funky Beat», «Growing Up», «Be Yourself») (BMG Video / Zomba Video / Jive) |

| 1982 | «Magic’s Wand»                                      |
| 1983 | «Rap Machine»                                       |
| 1984 | «Freaks Come out at Night»                          |
| 1984 | «Big Mouth»                                         |
| 1984 | «Escape (I Need a Break)»                           |
| 1986 | «Funky Beat»                                        |
| 1986 | «One Love»                                          |
| 1986 | «King Holiday» (King Dream Chorus and Holiday Crew) |
| 1986 | «Growing Up»                                        |
| 1987 | «Be Yourself»                                       |
| 1987 | «Rock You Again (Again & Again)»                    |
| 1991 | «Freaks»                                            |
| 1996 | «Keep Running Back»                                 |

## Сэмплы и ремиксы
- Драм бит из «Friends» был засэмплирован в песне «Sophisticated Bitch» группы Public Enemy из альбома Yo Bum Rush The Show.
- Dr. Dre использовал бит из «I’m a Ho» для песни Eazy-E «Boyz-n-the-Hood (Remix)».
- Bone Thugs-N-Harmony перезаписали песню «Friends» и сделали ремикс на неё на своём альбоме The Art of War.
- Песня рэп-группы The Firm «5 Minutes to Flush» содержит семпл из песни «5 Minutes Of Funk» и цитирует припев из песни.
- Куплет Джермейна Дюпри в песне «Welcome to Atlanta» семплирует интро из песни «Five Minutes of Funk».
- Песня Уилла Смита о дружбе «Potnas» содержит семпл из песни «Friends» и цитирует припев из песни в самом начале песни.
- Басовая линия из песни «Friends» семплируется в песне Тупака Шакура «Troublesome ’96». В его неизданной песне «Let’s Be Friends», он также использовал тему из песни «Friends».
- «Friends» семплируется в песне MF DOOM «Deep Fried Frenz» из альбома MM..Food.
- Pastor Troy сделал ремикс на песню «Friends» в своей песне «Benz».
- Nas использовал припев песни «One Love» для своей одноимённой песни.
- Басовая линия и припев из песни «Friends» семплируется в песне Nas «If I Ruled the World (Imagine That)».
- В фильме Следующая пятница, Дэй-Дэй и Роуч пели песню «Friends», находясь в плену.
- Песня Ice Cube и Master P «You Know I’m a Ho» из саундтрека к фильму The Players Club — это ремейк песни «I’m a Ho».
- Бек засэмплировал песню «Five Minutes of Funk» в своей песне «Gold Chains».
- Meshell Ndegeocello сделала кавер-версию песни «Friends» в своей песне «Come To Me» на её 11-м альбоме Comet[21].